# Gymnogobius nigrimembranis
Gymnogobius nigrimembranis är en fiskart som först beskrevs av Wu och Wang, 1931.  Gymnogobius nigrimembranis ingår i släktet Gymnogobius och familjen smörbultsfiskar. Inga underarter finns listade i Catalogue of Life.